# ارل ویلسون (ستون‌نویس)
هاروی ارل ویلسون (به انگلیسی: Harvey Earl Wilson، ۳ مهٔ ۱۹۰۷ – ۱۶ ژانویهٔ ۱۹۸۷) یک روزنامه‌نگار، ستون‌نویس شایعه‌پراکن و نویسنده اهل ایالات متحده آمریکا بود.